# Le Pavillon d'Armide

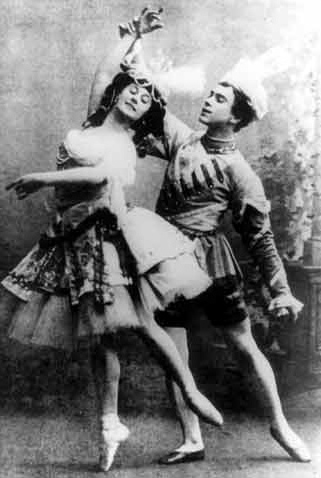
Vaslav Nijinsky y Anna Pávlova, 1909.

Le Pavillon d'Armide es un ballet en un acto y tres escenas coreografiado por Michel Fokine y con música de Nikolái Cherepnín sobre un libreto de Alexandre Benois inspirado en la novela de Théophile Gautier Omphale.

## Historia

### Estreno en San Petersburgo
La obra fue presentada por primera vez el 25 de noviembre de 1907 en el Teatro Mariinski de San Petersburgo, con escenografía y vestuario de Alexandre Benois. Los bailarines principales fueron Anna Pávlova en el papel de Armida, Vaslav Nijinski como su esclavo, y Pável Gerdt como Vicomte René de Beaugency.

### Estreno en París

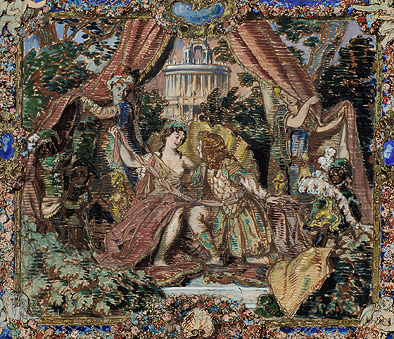
Diseño para Le Pavillon d'Armide por Alexandre Benois.

El 19 de mayo de 1909, el ballet fue presentado por los Ballets Rusos de Serguéi Diáguilev en el Teatro del Châtelet de París. El papel de Armida fue interpretado por Vera Karali, el Vicomte de Beaugency por Mijaíl Mordkin, y el esclavo por Nijinski. Le Pavillon d'Armide fue el primer ballet presentado en la capital francesa por Diáguilev, y su éxito se debió en parte al tema francés. La temporada 1909 también incluyó obras basadas en el folclore ruso que también consiguió la aprobación del público.
La parte de Armida fue también interpretada por Tamara Karsávina en 1912.
En 2009 John Neumeier realizó una versión del ballet integrada en un tríptico de obras que el Hamburg Ballet dedicó a la figura de Nijinski con motivo del centenario de los Ballets Rusos de Diáguilev.

## Argumento
Le Pavillon d'Armide es un homenaje al siglo XVIII francés. Durante una tormenta, el vizconde de Beaugency se refugió en un misterioso castillo. Pasa la noche en una estancia en la que es extrañamente atraído por un tapiz de Armida. Queda dormido y sueña que está enamorado de ella, y cuando por la mañana despierta y vuelve a la realidad, descubre que sostiene una hoja de Armida en sus manos.

## Estructura
El ballet de Nikolái Cherepnín está formado por los siguientes números:
1. L'introduction et scène première
2. Courantes. Danse des heures
3. La scène d'animation du Gobelin
4. La plainte d'Armide
5. Scène: Grand pas d'action (adagio)
6. Grande valse noble
7. Variation - Allegro - Moderato tranquillo - Vivace - Grave. Maestoso e molto sostenuto
8. Danse des gamins
9. Danse des confidentes
10. Bacchus et les bacchantes
11. Danse des ombres
12. Danse des bouffons
13. Pas d'écharpe
14. Pas de deux
15. Grande valse finale

La variación que figura con el número 7 no está incluido en el Grand pas de Paquita.